# Casper Tengstedt
Casper Tengstedt (Dánia, 2000. június 1. –) dán korosztályos válogatott labdarúgó, az olasz Hellas Verona csatára kölcsönben a portugál Benfica csapatától.

## Pályafutása

### Klubcsapatokban
Tengstedt Dániában született. Az ifjúsági pályafutását a Viborg Søndermarken és a Viborg csapatában kezdte, majd 2015-ben a Midtjylland akadémiájánál folytatta.
2019-ben mutatkozott be a Midtjylland felnőtt keretében. A 2019–20-as szezonban a német Nürnberg II, míg a 2020–21-es szezonban a dán Horsens csapatát erősítette kölcsönben. A lehetőséggel élve 2021-ben a másodosztályú klubhoz szerződött. Először a 2021. július 23-ai, Køge ellen 2–0-ra elvesztett mérkőzésen lépett pályára. 2021. július 31-én, a Fremad Amager ellen idegenben 4–1-re megnyert találkozón mesterhármast szerzett.
2022. augusztus 3-án a norvég Rosenborghoz igazolt. 2022. augusztus 6-án, a HamKam ellen 2–1-re megnyert bajnokin debütált és egyben meg is szerezte első gólját a klub színeiben. A norvég klubnál játszott első 14 mérkőzésén 15 gólt szerzett. 2023 januárjában a portugál Benfica 2028-ig szóló szerződést kötött vele. A 2024–25-ös idényben az olasz Hellas Veronánál szerepelt kölcsönben.

### A válogatottban
Tengstedt az U17-es, az U19-es és az U21-es korosztályú válogatottban is képviselte Dániát.
2021-ben debütált az U21-es válogatottban. Először a 2021. október 8-ai, Skócia ellen 1–0-ra megnyert U21-es EB-selejtező 85. percében, Maurits Kjærgaardot váltva lépett pályára. Első válogatott gólját 2022. szeptember 23-án, Horvátország ellen 2–1-re elvesztett U21-es EB-selejtezőn szerezte meg.

## Családja
Apja, Thomas Tengstedt szintén labdarúgó volt.

## Statisztikák
2024. augusztus 26. szerint
| Klub                       | Szezon   | Osztály          | Bajnokság | Bajnokság | Kupa  | Kupa | Nemzetközi | Nemzetközi | Összesen | Összesen |
| Klub                       | Szezon   | Osztály          | Meccs     | Gól       | Meccs | Gól  | Meccs      | Gól        | Meccs    | Gól      |
| -------------------------- | -------- | ---------------- | --------- | --------- | ----- | ---- | ---------- | ---------- | -------- | -------- |
| Horsens (kölcsönben)       | 2020–21  | Danish Superliga | 24        | 3         | 2     | 2    | —          | —          | 26       | 5        |
| Horsens                    | 2021–22  | 1. Division      | 26        | 15        | 1     | 0    | —          | —          | 27       | 15       |
| Horsens                    | 2022–23  | Danish Superliga | 3         | 0         | 0     | 0    | —          | —          | 3        | 0        |
| Rosenborg                  | 2022     | Eliteserien      | 14        | 15        | 0     | 0    | —          | —          | 14       | 15       |
| Benfica                    | 2022–23  | Liga Portugal    | 4         | 0         | 0     | 0    | —          | —          | 4        | 0        |
| Benfica                    | 2023–24  | Liga Portugal    | 17        | 4         | 6     | 0    | 8          | 0          | 31       | 4        |
| Hellas Verona (kölcsönben) | 2024–25  | Serie A          | 2         | 0         | 1     | 1    | —          | —          | 3        | 1        |
| Összesen                   | Összesen | Összesen         | 90        | 37        | 10    | 3    | 8          | 0          | 108      | 40       |

## Sikerei, díjai
Horsens
- 1. Division
  - Feljutó (1): 2021–22

Benfica
- Liga Portugal
  - Bajnok (1): 2022–23
  - Ezüstérmes (1): 2023–24

- Portugál Szuperkupa
  - Győztes (1): 2023